# Uhrglasschale

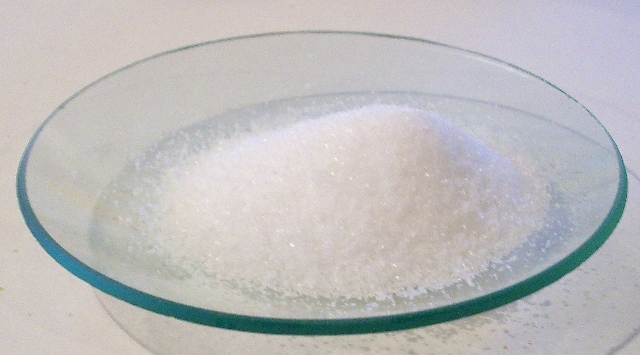
Uhrglas mit einer Natriumchlorid-Probe

Als Uhrglas oder Uhrglasschale werden in der chemischen Labortechnik gewölbte Scheiben aus durchsichtigem Material mit einem Durchmesser von sechs bis 20 Zentimetern bezeichnet.
Durch die konkave Form lassen sich in Uhrgläsern kleine Mengen Flüssigkeiten füllen, um diese verdampfen zu lassen. Uhrgläser aus Borosilikatglas kann man auch über Bunsenbrennern erhitzen, um das Verdampfen zu beschleunigen.
Uhrgläser werden häufig benutzt, um Bechergläser, Petrischalen oder die Öffnung von Kolben oder Flaschen als Schutz vor Verunreinigung, Spritzern und stärkerer Verdunstung kurzzeitig abzudecken. Heute erfolgt im Labor das Abdecken von Gefäßen statt mit Uhrgläsern häufig mit Parafilm oder Alufolie als Verschlussfolie, das vollständige Verschließen oft mit Verschlussstopfen.
Des Weiteren eignen sich Uhrgläser dafür, kleinere Mengen von Substanzen ein- und abzuwiegen oder im Trockenschrank zu trocknen.